# غينادي ليبيديف
غينادي ليبيديف هو اقتصادي وعالم حاسوب وسياسي روسي، ولد في 1957 في الاتحاد السوفيتي، وتوفي في 12 مايو 2004 في تركيا.